# Battaglia di Reims (1814)
La battaglia di Reims fu combattuta a Reims il 13 marzo 1814, nel quadro delle battaglie della sesta coalizione, per il possesso della città, fra le truppe di Napoleone Bonaparte, guidate dal medesimo, ed un contingente russo-prussiano comandato dal generale russo  (ma di origine francese) Guglielmo Emanuele Guignard, visconte di Saint Priest, che risultò sconfitto e perì successivamente in seguito alla ferite riportate nel corso dello scontro.

## Antefatto

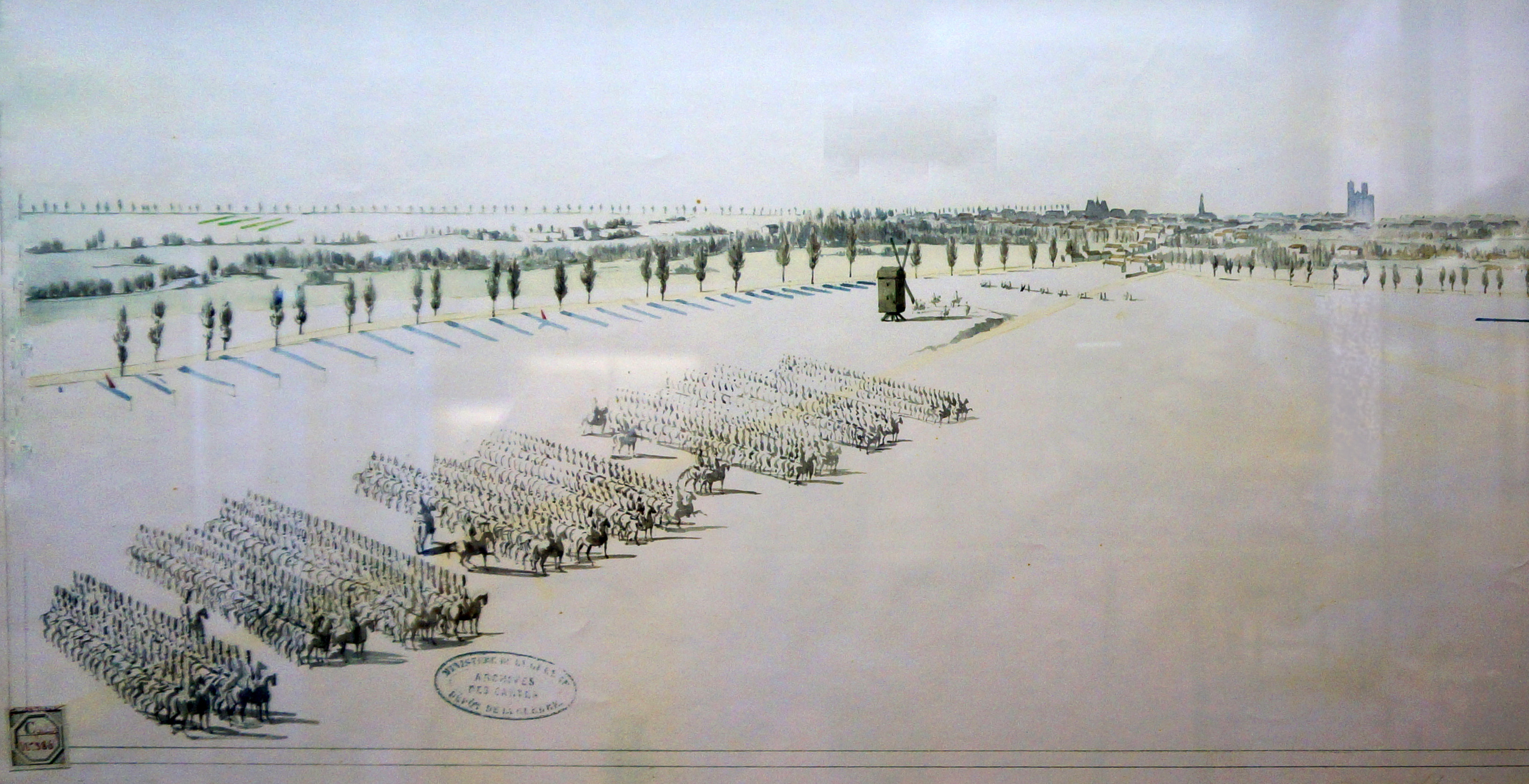

L'armata di Boemia, al comando del principe Karl Philipp zu Schwarzenberg, e quella della Slesia, al comando del feldmaresciallo Gebhard Leberecht von Blücher, erano separate a seguito delle vicende delle ultime battaglie, quelle della campagna dei sei giorni ed i successivi scontri a Craonne ed a Laon. Il collegamento fra le due armate doveva essere assicurato dalle truppe russo-prussiane, circa 15 000 uomini, al comando dell'emigré, generale Guglielmo Emanuele Guignard de Saint-Priest. Questi tuttavia aveva appena lasciato la postazione assegnatagli dal comando congiunto alleato a St. Dizier, per cogliere una facile occasione: la conquista della città di Reims, ove s'installò.

## La battaglia

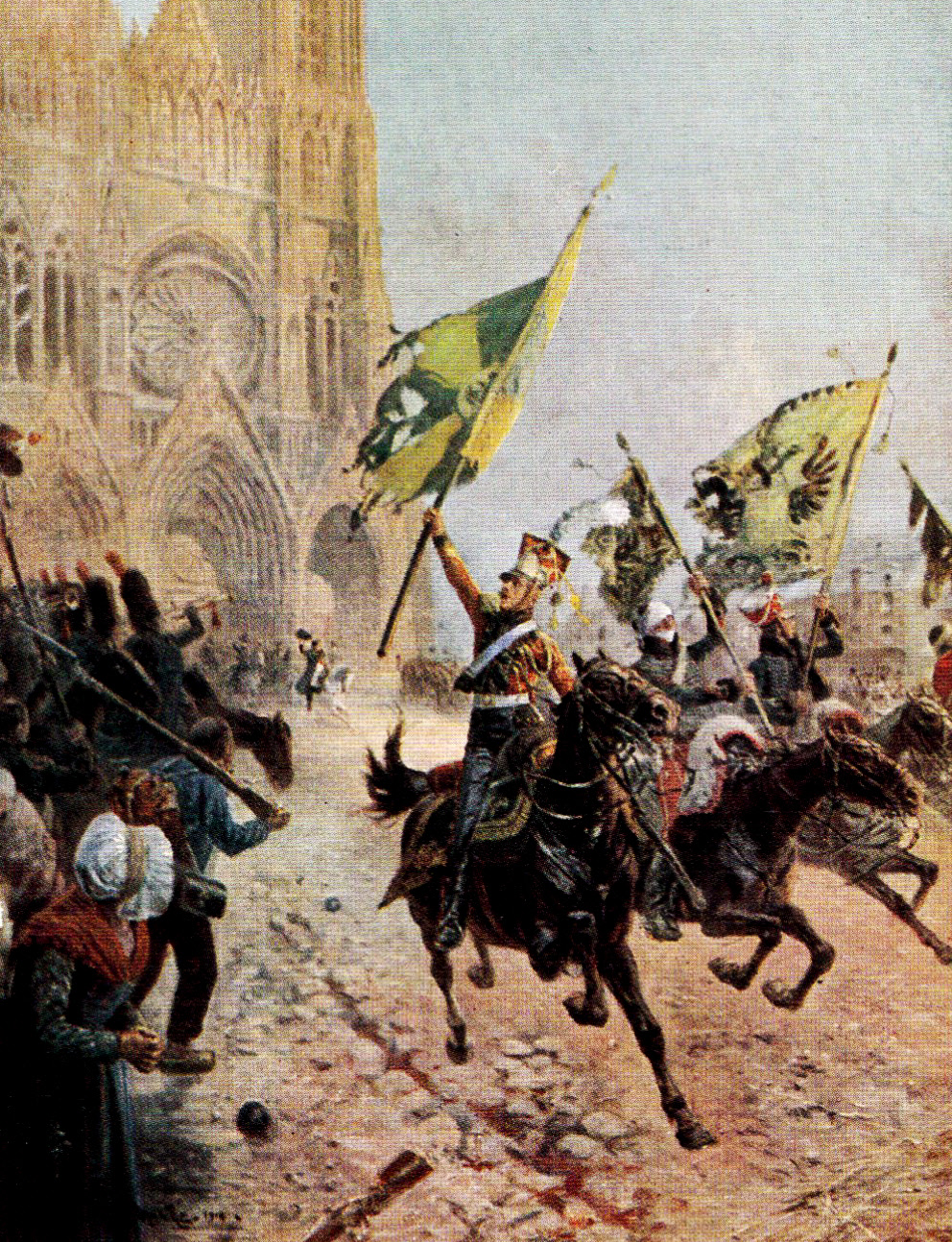

Lo scontro ebbe luogo subito dopo la sconfitta francese a Laon. Napoleone, che si trovava con i suoi 10 000 uomini a Soissons, non si lasciò sfuggire l'occasione di interrompere le comunicazioni fra le due armate nemiche, minacciandone contemporaneamente le ali dei loro schieramenti. Le truppe francesi giunsero vicino a Reims nella tarda serata del 13 marzo ed attaccarono alle ore 22, in piena oscurità, cogliendo l'avversario di sorpresa. Inoltre, come già era successo un mese prima a battaglia di Champaubert, la popolazione era passata dalla indifferenza all'aperto appoggio alle truppe imperiali, causa soprattutto della ostilità verso i russi e le armate alleate in genere per i continui saccheggi da queste perpetrati, specialmente dai reparti di cavalleria cosacca, ai danni della popolazione francese. Si trattò di uno scontro combattuto per le vie della città occupata, nell'oscurità notturna, rischiarata solo dalle lanterne accese dagli abitanti per favorire i connazionali combattenti. Fu una mattanza per le truppe alleate, che persero quasi 6 000 uomini contro i 700 francesi. Lo storico inglese Digby Smith pur non fornendo dati sulla consistenza delle truppe francesi, valuta la consistenza del corpo di Saint-Priest in 7 800 russi complessivamente, distribuiti in due divisioni di fanteria, e 5 600 prussiani, comandati dal generale Friedrich Wilhelm Christian Ludwig von Jagow. Smith valuta poi le perdite alleate in 1 400 russi cui si aggiungono 12 cannoni delle loro due divisioni, e 1 300 prussiani, cui aggiungere 10 dei loro cannoni. Secondo Digby Smith, alla battaglia parteciparono anche alcuni reparti della divisione del generale francese Louis Friant, appartenente al Corpo d'Armata del maresciallo Auguste Marmont.
Il comandante del corpo misto alleato, generale Guglielmo Emanuele Guignard di Saint Priest, rimase gravemente ferito nella battaglia: trasportato a Laon, morì qualche giorno dopo a seguito delle ferite riportate.

## Conseguenze
La sconfitta del tutto inattesa gettò nella costernazione sia il feldmaresciallo Blücher che il principe Schwarzenberg. Napoleone, approfittando del momento favorevole, si diresse contro la retroguardia di quest'ultimo per annientarla, ma non giunse in tempo: le truppe di Schwarzenberg riuscirono a ritirarsi attestandosi in una posizione di forza presso la città di Troyes.
Questa fu la penultima battaglia combattuta da Napoleone prima della sua abdicazione: combatterà ancora, con un risultato relativamente favorevole, una settimana dopo, ad Arcis-sur-Aube per poi ritirarsi nel Castello di Fontainebleau, ove finirà con il firmare la sua resa.